# چاه قوسکی
چاه قوسکی یک روستا در ایران است که در دهستان شریف‌آباد (سیرجان) واقع شده‌است. چاه قوسکی ۶۲ نفر جمعیت دارد.